# 숙녕궁주
숙녕궁주(肅寧宮主, 생몰년 미상)는 고려의 왕족이다. 공양왕과 순비 노씨의 첫째 딸이다.

## 생애
고려의 마지막 왕인 공양왕과 순비 노씨의 장녀이며, 생몰년은 명확하지 않다. 성은 왕, 본관은 개성이다.
숙녕궁주의 아버지 공양왕은 신종의 7대손으로, 1389년(공양왕 원년) 창왕을 폐위시킨 이성계 일파의 추대를 받아 왕위에 올랐다. 그러나 공양왕 즉위 후에도 실권은 이성계 일파에게 있었고, 1392년(공양왕 4년) 마침내 이성계가 새 왕조 조선을 세우면서 고려는 그 막을 내리게 된다. 공양왕은 고려 멸망 2년 후인 1394년(조선 태조 3년) 사사되었다. 한편 숙녕궁주의 어머니 순비 노씨는 창성군 노진의 딸로, 1389년(공양왕 원년) 왕비에 책봉되었으며 숙녕궁주를 비롯한 1남 3녀를 낳았다.
숙녕궁주는 아버지 공양왕이 왕위에 오른 이듬해인 1390년(공양왕 2년) 음력 윤4월 17일 다른 두 동생과 함께 궁주로 책봉되어 숙녕궁주(肅寧宮主)에 봉해졌다. 그러나 궁주의 다른 생애에 대해서는 《고려사》 등에도 뚜렷하게 기록된 내용이 없으며, 익천군에 봉해진 왕집에게 시집갔다는 내용 뿐이다. 자녀 등에 대한 기록도 남아있지 않다.

## 가족 관계
숙녕궁주는 익천군 왕집에게 시집갔다. 왕집은 현종의 4남 평양공 왕기의 후손으로, 다른 이름으로는 왕서(王敍)라고도 한다. 처음에 익천군에 봉해졌다가 후에 익산군으로 개봉되었으며, 1392년(공양왕 4년)에 변방으로 유배갔다는 기록이 있다.
한편 충선왕 때 원나라가 왕녀들의 동성혼을 문제삼자 이후로는 왕녀들이 동성혼을 하지 못하였다. 그러나 숙녕궁주가 동성혼이 가능했던 이유는 아마도 공양왕이 왕위에 오르기 전, 즉 궁주가 아닌 일개 종실의 딸이었을 때 한 혼인이기 때문에 가능했을 것이라는 분석이 있다.
- 부왕 : 제34대 공양왕(恭讓王, 1345~1394, 재위:1389~1392)
- 모후 : 순비 노씨(順妃 盧氏, 생몰년 미상)
  - 남매 : 정성군 석(定城君 奭, ?~1394)
  - 동생 : 정신궁주(貞信宮主, ?~1421 이후)
  - 동생 : 경화궁주(敬和宮主, 생몰년 미상)
- 시아버지 : 익성부원군 왕서(王諝, 생몰년 미상)
  - 남편 : 익천군 왕집(王緝, ?~1392 이후)